# Дикика
Дикика — район на территории Афар (Эфиопия), расположен в долине реки Аваш в 400 км к северо-востоку от Аддис-Абебы — столицы Эфиопии.
При археологических раскопках в районе Дикика в 2000 году эфиопским палеоантропологом Зересенаем Алемсегедом сделана находка фосиллизированного черепа и фрагментов посткраниального скелета 3-летнего детёныша гоминида женского пола, относящегося к виду австралопитек афарский возрастом около 3,3 млн лет. Находка, замечательная своей целостностью и хорошей сохранностью, получила название Селам..
В районе Дикика в 2010 году археологи обнаружили борозды на костях животных, живших 3,39 млн л. н., нанесённые, предположительно, каменными орудиями.